# Luc Ernès
Luc Ernès, né le 24 février 1965 à Villers-l'Évêque, est un joueur de football belge devenu par la suite entraîneur. Surnommé Pigeon en raison de sa passion pour la colombophilie, il entraîne le RSC Beaufays de 2006 à 2016 avant de reprendre l'équipe de l'Étoile de Faimes en 2016. Il prend sa retraite sportive à la fin de la saison 2021-2022.

## Biographie
Avec le RFC Liège, il dispute 420 matchs pour 90 buts, et obtient par deux fois la 3e place du classement dans le championnat belge, en 1985 et 1989. Il remporte la Coupe de la Ligue Pro en 1986 ainsi que la Coupe de Belgique en 1990.
Le titre obtenu en Coupe de Belgique lui permet de participer à la Coupe d'Europe des vainqueurs de coupe lors de la saison 1990-1991. Lors de cette compétition, il inscrit un but face au club norvégien du Viking Stavanger au premier tour. Le RFC Liège atteint les quarts de finale de cette compétition, en étant éliminé par la Juventus de Turin.

## Palmarès

### Joueur
- Vainqueur de la Coupe de la Ligue Pro en 1986 avec le RFC Liège
- Finaliste de la Coupe de Belgique en 1987 avec le RFC Liège
- Vainqueur de la Coupe de Belgique en 1990 avec le RFC Liège
- Finaliste de la Supercoupe de Belgique en 1990 avec le RFC Liège

### Entraîneur
- Champion de P2B liégeoise en 2009  avec le RSC Beaufays [5]
- Champion de P3A liégeoise en 2016 avec l'Étoile de Faimes [6]